# Рокказікура
Рокказікура (італ. Roccasicura) — муніципалітет в Італії, у регіоні Молізе,  провінція Ізернія.
Рокказікура розташована на відстані близько 150 км на схід від Рима, 39 км на захід від Кампобассо, 12 км на північ від Ізернії.
Населення — 554 особи (2014).

## Демографія
Населення за роками:

Станом на 1 січня 2023 року в муніципалітеті офіційно проживало 20 іноземців з 6 країн, серед них 3 громадяни країн Євросоюзу та 3 громадяни України.

## Сусідні муніципалітети
- Каровіллі
- Форлі-дель-Санніо
- Ізернія
- Міранда
- Вастоджирарді